# Bojan Kurajica
Bojan Kurajica (né le 15 novembre 1947 à Ljubljana en Yougoslavie) est un grand maître yougoslave puis bosnien du jeu d'échecs. Il est affilié à fédération croate depuis juin 2018.

## Carrière

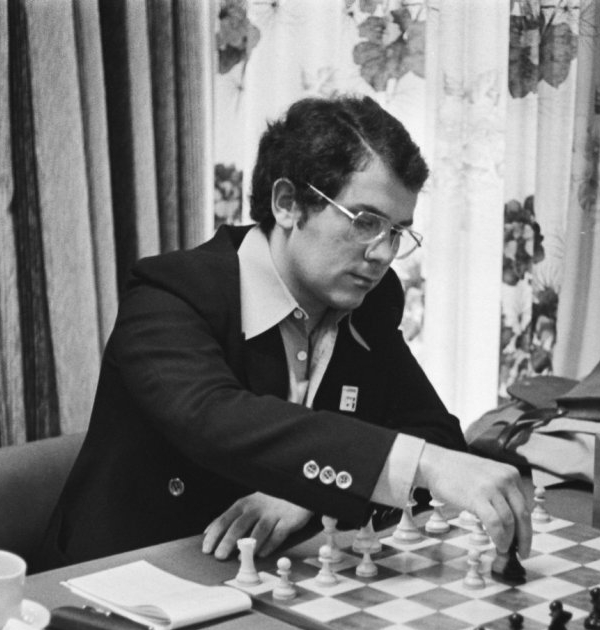
Bojan Kurajica en 1977

Kurajica décroche le titre de maître international en 1965 en remportant le championnat du monde d'échecs junior. Il remporta le tournoi d'échecs de la Costa del Sol en 1970 et le tournoi de maîtres de Wijk aan Zee (tournoi B) en 1969 et 1974. Il obtient le titre de grand maître international en 1974.
Il finit premier du tournoi d'échecs de Sarajevo en 1979 et deuxième en 1980.
Il a représenté la Yougoslavie aux Olympiades d'échecs à La Valette en 1980 (médaille de bronze individuelle) et à Thessalonique en 1984. Il y participe à nouveau pour la Bosnie-Herzégovine sans interruption entre 1992 et 2006 (médaille d'argent par équipes à Moscou en 1994), puis en 2010 et 2012.
En 1970, 1980 et 1983, il participa au championnat d'Europe d'échecs des nations avec l'équipe de Yougoslavie, remportant une médaille de bronze individuelle au septième échiquier en 1970 et la médaille d'argent par équipe en 1983.
En 1994, 1999 et 2000, Kurajica remporta la coupe d'Europe des clubs d'échecs avec l'équipe du Bosna Sarajevo après avoir remporté la première édition (1975-1976) avec l'équipe du club allemand de Solingen.
Lors du Championnat du monde de la Fédération internationale des échecs 1997-1998, il fut éliminé au premier tour par Julio Granda.
En 2005, la Fédération internationale des échecs lui reconnaît le titre d'entraîneur,.